# Huttoniidae
Huttoniidae Simon, 1893 è una famiglia di ragni appartenente all'infraordine Araneomorphae.

## Etimologia
Il nome deriva da Frederick Wollaston Hutton (1836 - 1905), naturalista inglese attivo in Nuova Zelanda dove ha ricercato attivamente prove della selezione naturale nella fauna e nella flora.

## Caratteristiche
Sono ragni privi di cribellum.
Al momento è un genere monospecifico, cioè costituito da un'unica specie, Huttonia palpimanoides, identificata da Eugène Simon nel 1893 e poi pressoché persa di vista per circa un secolo, quando Forster e Platnick nel 1984 la riscoprirono e la tolsero dalla famiglia Zodariidae dove era classificata per darle rango di famiglia a sé stante. Alcuni esemplari ancora in via di descrizione potrebbero aumentare in futuro il numero di specie ascrivibili a questa famiglia.

## Distribuzione

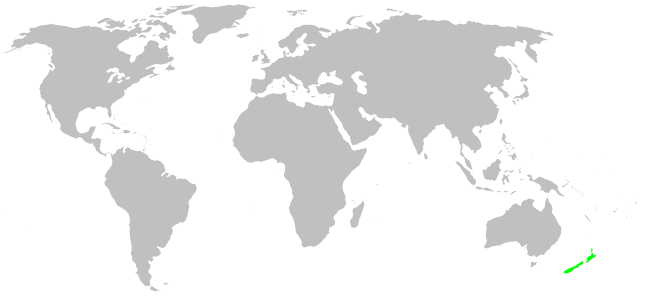
Huttoniidae - distribuzione

La specie è endemica della Nuova Zelanda. Esemplari fossili riferibili a questa famiglia sono stati ritrovati in un'ambra del Campaniano, risalgono quindi al Cretaceo, negli stati canadesi del Manitoba e dell'Alberta. Si può quindi considerare una famiglia di ragni con più di 80 milioni di anni di storia alle spalle e una diffusione molto più ampia in passato che non adesso. In qualità di specie relitta gode di particolari protezioni al fine di preservarla dall'estinzione. Hanno caratteri in comune con la famiglia fossile Spatiatoridae.

## Tassonomia
Attualmente, a novembre 2020, si compone di un genere e una specie:
- Huttonia O.P.-Cambridge, 1879 - Nuova Zelanda.